# 835

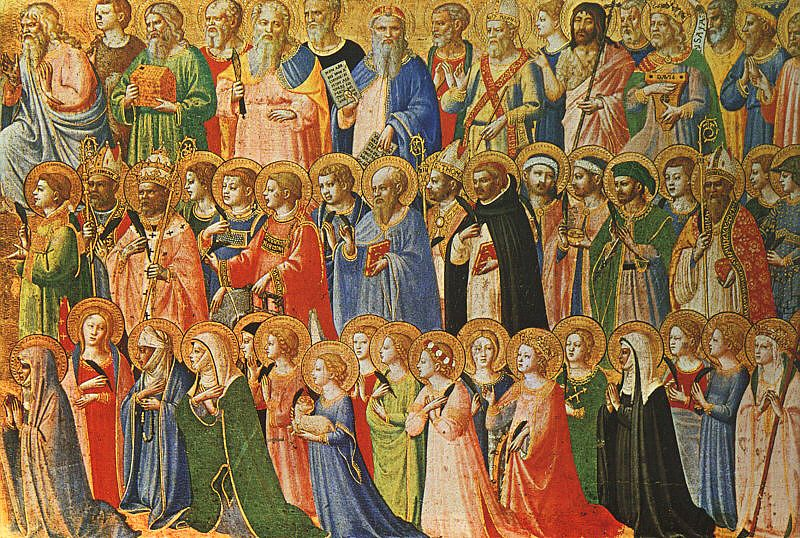
Allerheiligen, schilderij door Fra Angelico

Het jaar 835 is het 35e jaar in de 9e eeuw volgens de christelijke jaartelling.

## Gebeurtenissen

### Europa
- 2 februari - Bisschop Ebbo verschijnt voor de synode van Diedenhoven, waar hij in de aanwezigheid van Lodewijk de Vrome en drieënveertig bisschoppen plechtig verklaart, dat de keizer onschuldig is aan de misdaden, waarvan hij hem tijdens de Synode van Soissons heeft beschuldigd.
- Tijdens de bijeenkomst worden belangrijke aanhangers van Lotharius I, oudste zoon van Lodewijk, die de opstand tegen hem gesteund hebben uit hun ambt gezet.
- 28 februari Ebbo herroept vanaf de kansel in de kathedraal van Metz publiekelijk zijn beschuldigingen.
- Ragnar Lodbrok, een Noorse Vikingheerser, komt aan de macht. Hij voert later plunderveldtochten in het Frankische Rijk en Engeland. (waarschijnlijke datum)

### Arabië
- Arabische zeerovers verwoesten het eiland Paros in de Egeïsche Zee, behorend bij het Byzantijnse Rijk.

## Religie
- 1 november - Paus Gregorius IV en Lodewijk I maken van Allerheiligen een officiële feestdag. (waarschijnlijke datum)
- Het Utrechts Psalter, een geïllumineerd handschrift, wordt voltooid in de abdij van Hautvillers. (waarschijnlijke datum)

## Geboren
- Ahmed ibn Yusuf, Arabisch wiskundige (overleden 912)
- Berengarius I, Frankisch edelman (waarschijnlijke datum)
- Engelberga, Frankisch koningin (waarschijnlijke datum)
- Ethelbert, koning van Wessex (waarschijnlijke datum)
- Koenraad II, Frankisch graaf (waarschijnlijke datum)
- Lodewijk III, koning van het Oost-Frankische Rijk (waarschijnlijke datum)
- Lotharius II, koning van het Midden-Frankische Rijk (waarschijnlijke datum)

## Overleden
- Berengar van Toulouse, Frankisch edelman
- Kūkai (61), Japans boeddhistisch monnik